# Эзериня, Эмма Яновна
Эмма Яновна Э́зериня (латыш. Emma Ezeriņa; настоящая фамилия — Якобсон; 5 (17) августа 1898, Рига, Лифляндская губерния, Российская империя — 13 июня 1967, Рига, Латвийская ССР, СССР) — латвийская и советская театральная актриса, лауреат Сталинской премии (1950), заслуженная артистка Латвийской ССР (1949), народная артистка Латвийской ССР (1954).

## Биография
Родилась 5 (17) августа 1898 года в Риге. В 1922 окончила драматические курсы под руководством Зелтматиса. В 1925—1938 годах — актриса Елгавского театра, с 1938 года — актриса Латвийского театра драмы.
Умерла 13 июня 1967 года в Риге.

## Творчество
- 1933 — «Анна Каренина» Л. Н. Толстого — Анна Каренина
- 1949 — «Сын рыбака» В. Т. Лациса — Кате
- 1950 — «Земля зелёная» А. М. Упита — Анна
- 1950 — «На всякого мудреца довольно простоты» А. Н. Островского — Манефа
- 1954 — «К новому берегу» В. Т. Лациса — Смалко Лавиза
- 1961 — «Обманутые»

## Награды и премии
- Заслуженная артистка Латвийской ССР (1949).
- Сталинская премия третьей степени (1950) — за исполнение роли Кате в спектакле «Сын рыбака» В. Т. Лациса на сцене ГАДТ Латвийской ССР имени А. М. Упита (1949).
- Народная артистка Латвийской ССР (1954)[1].
- Орден «Знак Почёта» (03.01.1956).